# مارینا (فیلم ۲۰۱۳)
مارینا (هلندی: Marina) یک فیلم زندگی‌نامه‌ای بلژیکی به کارگردانی استین کونینکس است که در سال ۲۰۱۳ منتشر شد.